# Фояно дела Киана
Фоя̀но дела Киа̀на (на италиански: Foiano della Chiana) е градче и община в централна Италия, провинция Арецо, регион Тоскана. Разположено е на 318 m надморска височина. Населението на общината е 9622 души (към 2010 г.).